# Zselickisfalud
Zselickisfalud is een plaats (község) en gemeente in het Hongaarse comitaat Somogy. Zselickisfalud telt 279 inwoners (2001).